# Prosilva
Prosilva (ou Pro Silva) est une « sylviculture irrégulière » (mélangeant les essences et les classes d'âge) et privilégiant la régénération naturelle. Elle se veut holistique et « Proche de la Nature » (SICPN). Ce type de sylviculture est appelé « Close to Nature forestry » dans les pays anglophones. Les plantations, entretiens et coupes rases y sont évités au profit d'une gestion continue. Une gestion au cas par cas, pied à pied vise à conduire l'arbre à son optimum de développement (correspondant à sa meilleure valeur économique), moment où il peut être coupé (ou conservé comme source de bois-mort). 
Cette approche adaptative à « couverture continue » inclut le principe de la « forêt pérenne »  qui s’oppose à la conduite en futaie régulière, en se basant sur l'imitation et le respect des processus naturels (« automations biologiques »). Elle exige donc une compétence en écologie forestière, notamment basée sur l’observation et le retour d’expérience.
Pro Silva est aussi une fédération européenne de forestiers publics et privés, de propriétaires forestiers, d’étudiants et de personnes concernées par la sylviculture. Basée dans 24 pays européens (et plus récemment en Nouvelle-Angleterre aux États-Unis), elle promeut les principes décrits ci-dessus comme une « alternative à la gestion par coupes rases et plantations d’arbres à court terme » ; tout en reconnaissant et valorisant « l'histoire unique de la foresterie et sa contribution passée, actuelle et potentielle aux niveaux local, régional et national ».
Les principes de Pro silva sont conformes à la déclaration du premier Sommet de la Terre (à Rio en juin 1992) sur la forêt et à la convention sur la biodiversité. Ils respectent et devancent la plupart des principes et critères des grands labels de gestion forestière (dont PEFC et FSC). Certains principes de Pro Silva évoquent ceux de la permaculture (qui s'intéresse notamment aux arbres fruitiers et au rôle du bois-mort), et peuvent concerner l'agrosylviculture et l'agroforesterie.

## Histoire
Durant 200 ans la sylviculture européenne a été dominée par des modèles (allemands et français notamment) promouvant la régularisation et l'homogénéisation des peuplements. Ils ont notamment suscité des enrésinements mono-spécifiques sur de vastes surfaces. Ces principes ont contribué à dégrader la biodiversité et l'enrésinement a localement modifié le climat (Cf. albédo foncée en hiver).[réf. nécessaire]
Dans quelques régions, une sylviculture dite « proche de la nature » a néanmoins subsisté, dans le Sud de l’Allemagne par exemple. Au Danemark il y a 230 ans le forestier Von Warnstedt, dans un décret de 1781 concernant la gestion des forêts royales, a imposé aux exploitants de ces bois royaux de respecter les caractéristiques structurelles et fonctionnelles des forêts subnaturelles pour « suivre la nature et l’aider à se développer »[réf. nécessaire]; approche qui a été résumée en 2003 par Gamborg & Larsen comme une « sylviculture basée sur la nature  » ou «  gestion proche de la nature », encore prônée aujourd'hui.

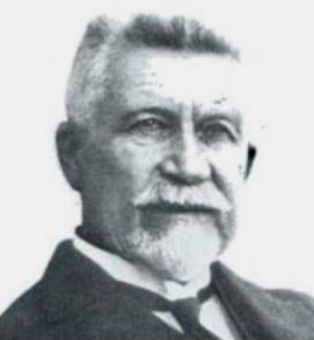
Henry Biolley qui théorisa le jardinage cultural

Les prémices de la révolution industrielle ont abouti à la surexploitation d'une grande partie des forêts européennes (bois, charbon de bois). L'utilisation des ressources de charbon et le pétrole auraient pu permettre de réduire l'intensité d'exploitation de la forêt. Mais deux guerres mondiales les ont à nouveau sollicité, alors que les besoins en bois de mine et industriels augmentaient. Après les guerres il a fallu restaurer les forêts avec peu de moyens financiers.
Après la première guerre (par exemple vers 1920 en Prusse avec Alfred Möller (de)) ont émergé des pratiques alternatives et opposées aux approches mécanistes visant à tirer un profit rapide et maximal du sol (en le dégradant et en dégradant les écosystèmes). Et depuis la fin de la seconde guerre mondiale en Allemagne (mais pas uniquement)[C'est-à-dire ?] des essais de sylviculture plus « douce », « holistiques », « globalisante », « souple », se sont développés. Cette sylviculture s’inspire des processus naturels, pour être efficace tout en étant moins « artificialisante ». Elle est aussi moins cartésienne, moins codifiée et moins irréversible que la sylviculture des systèmes réguliers, ceci pour mieux s’adapter, presque au « cas par cas », aux besoins des arbres.
Alors qu’apparaissent les prémisses de la phytosociologie et l’écologie scientifique deux concepts émergent à la fin du XIXe siècle et au début du XXe siècle en Europe : 
1. le concept de « forêt jardinée » théorisé par Henri Biolley, il y a plus d’un siècle ;
« La forêt est un organisme vivant, et vivant à la manière de la famille et de la société humaine ; c’est une association d’organismes unis par les lois et les besoins d’une solidarité très réelle » écrivait Henry Biolley en 1901[6]. Cette forêt est comme une société où les plus âgés protègent et éduquent les petits, ce pourquoi le forestier doit veiller à ne pas interrompre la croissance continue d’un massif ou d’une parcelle pour toutes les classes d’âge, et ne récolter l’arbre que juste avant sa sénescence, tout en veillant à maintenir la continuité des processus d’auto-entretien de la forêt (qui existait bien avant que l’Homme n’apparaisse).
2. le concept de « forêt pérenne » ou « continue », théorisé par Alfred Möller (de) en 1922[12] ; Les sylviculteurs suisses Ammann & Junod précisent que cette notion de continuité est à comprendre au « sens le plus global : continuité du climat forestier, des processus d'accroissement, de prélèvement et de décomposition du bois et de la biomasse en général, du matériel producteur, du paysage, des fonctions de protection, des fonctions sociales et d’approvisionnement en bois. Cette continuité, qui s’affiche à la fois dans l'espace et dans le temps ne signifie toutefois pas immuabilité. Des variations (du volume sur pied par exemple) sont opportunes, pour autant qu’elles ne contrarient pas la pérennité des processus. »[6].

Un principe sous-jacent est que la forêt est une sorte de superorganisme complexe et vivant, que le forestier doit respecter et considérer dans son intégralité pour en récolter les fruits au fur et à mesure qu’ils mûrissent.

Ce double concept (de forêt jardinée, et pérenne) ne décrit pas tant une méthode sylvicole qu'un but recherché. Ce but est de produire ou entretenir une structure forestière hétérogène en classe d’âge et  diversifiée en espèces … où la récolte se fait régulièrement dans de petites poches qui imitent les chablis.
Au sein des méthodes prônant la forêt irrégulière, Pro Silva intègre totalement le principe la forêt jardinée, alors qu’une gestion programmée « en mosaïque » ou « en damiers » (plus artificialisante et programmée) est par certains parfois aussi considérée comme respectant le principe d’une forêt continue.
Au XXe siècle ces concepts nouveaux ont attiré de nouveaux propriétaires ou gestionnaires de forêt. Ceux-ci ont notamment créé Pro Silva, et en Allemagne en 1950, un "Groupe de travail sur la foresterie naturelle". 
Ce nouveau modèle a troublé les tenants des méthodes classiques, notamment inquiets de l’objectif d'irrégularisation commun à ces approches nouvelles, contraire à leurs habitudes de gestion planifiée et interventionniste, souvent déclinées sur de vastes parcelles. Ces derniers semblaient redouter une gestion faisant selon eux trop confiance à la nature, et peut être moins adaptée à la mécanisation croissante de la filière depuis le XXe siècle. 
Si les règles de Pro silva semblent plus souples, leur application et la gestion associée ont néanmoins une autre forme de rigueur, appuyé sur des savoir-faire un peu différents. Les tenants de Pro silva estiment que leur approche a une cohérence au moins aussi forte, pour des résultats in fine au moins aussi bons. C’est une autre forme de rationalisation (à une époque où selon Christian Barthod, la généralisation de l'économie de marché contraint tous les forestiers à « un effort de rationalisation sans précédent »).
La fédération Pro Silva a été formellement créée en Slovénie en 1989 (et a célébré ses 20 ans également en Slovénie en 2009),.
Gouvernance : en 2017 le président est Eckart Senitza (autrichien) et le vice-président est Philippe Morgan (pays de Galles, Royaume-Uni).

## Principes

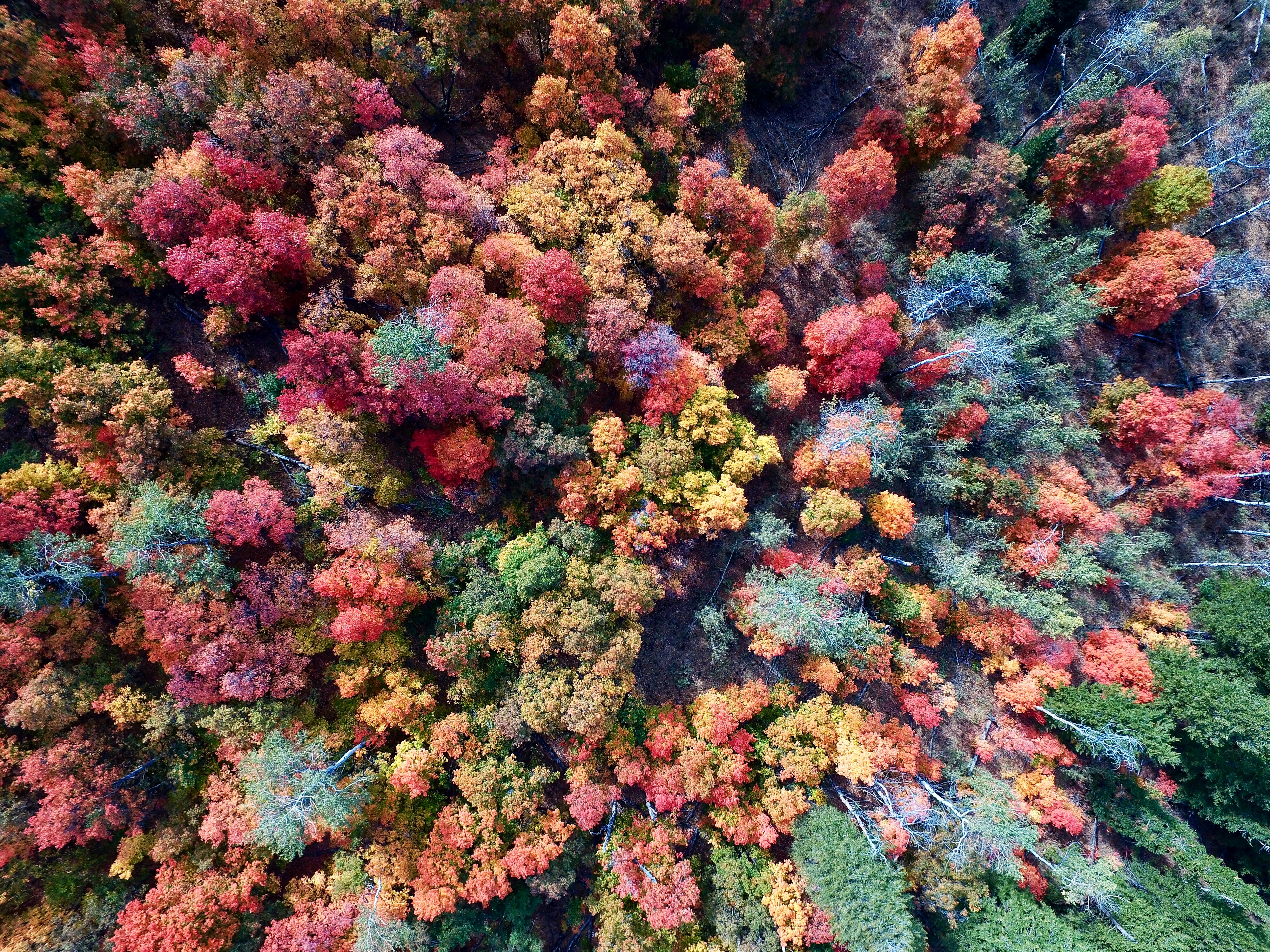
Canopée d’une forêt tempérée, hétérogène et diversifiée (riche en espèces et multi-strates). Une couverture continue du sol est l'un des objectifs du sylviculteur prosilva ; chaque arbre coupé à sa maturité est rapidement "remplacé" par un arbre plus jeune déjà en place, la forêt étant sa propre pépinière

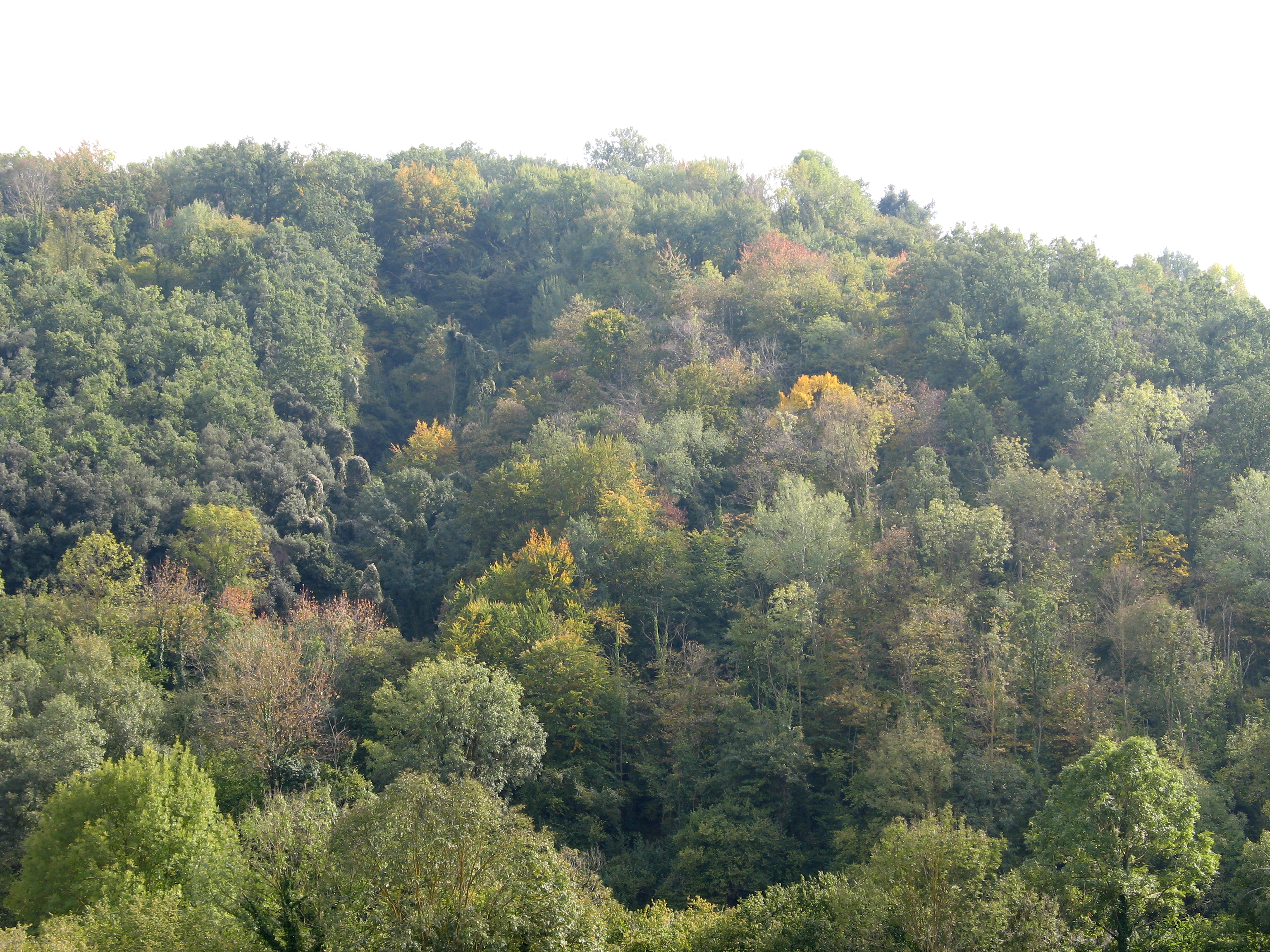
Autre exemple de forêt hétérogène et mélangée, feuillue décidue, ici en Catalogne, sur pente

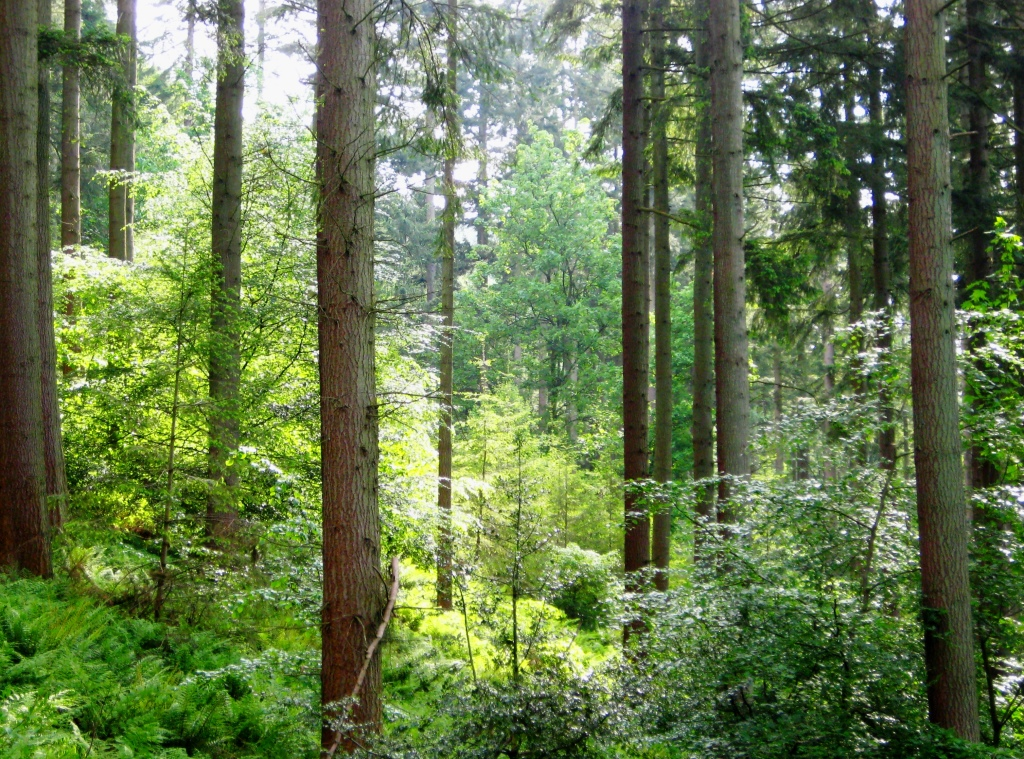
Exemple de peuplement de Douglas (âgé de 85 ans) en cours d'évolution vers une forêt hétérogène et diversifiée : dans les petites trouées créées dans la canopée à la suite de coupes (ou chablis) la lumière pénètre et permet à une grande variété d'espèces de se régénérer spontanément et de se développer à l’abri des intempéries dans le sous-étage. Pro Silva promeut un cycle continu d'interventions imitant les trouées naturelles, qui entretient une structure irrégulière au fil du temps, plus stable et résiliente face aux aléas climatiques et protégeant au mieux le sol (ici sur pente. / Lake District, Cumbria)

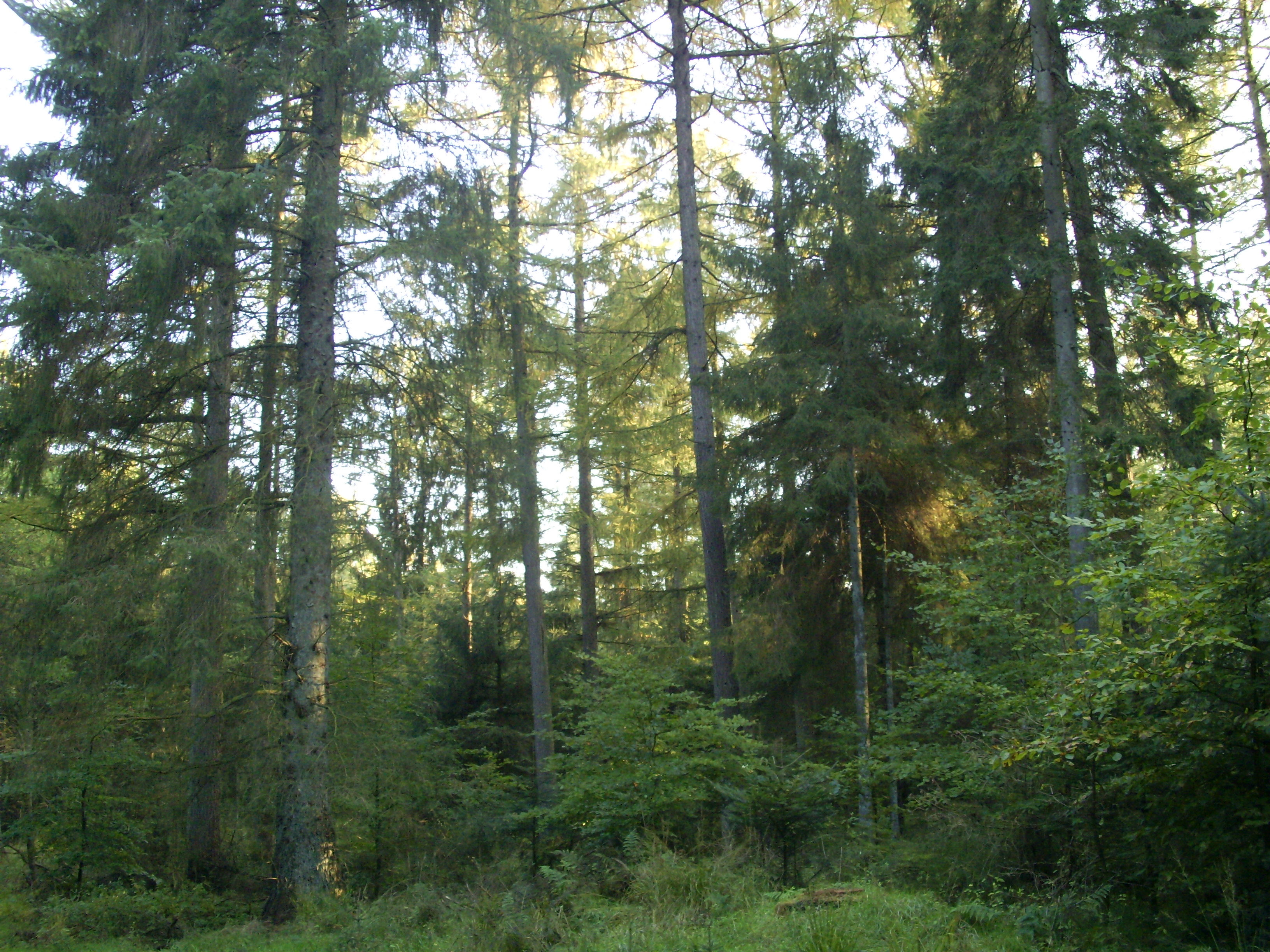
Même structure hétérogène et diversifiée, avec bonne régénération de feuillus favorisée par la trouée de lumière, mais ici dans une forêt mixte (feuillus-résineux) en plaine

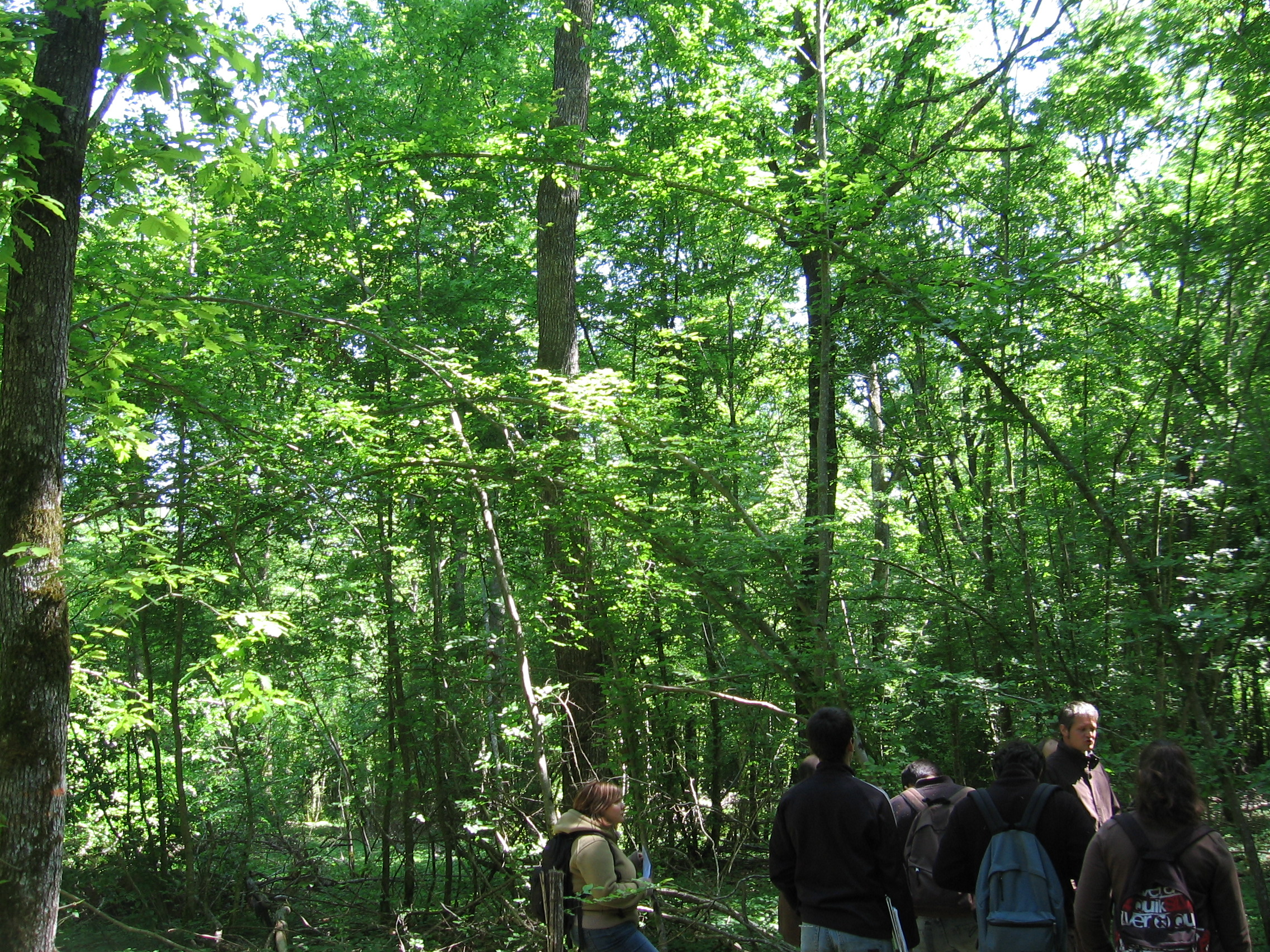
Visite d’un massif faisant l’objet d’une conversion d’un taillis sous futaie en futaie hétérogène et diversifiée

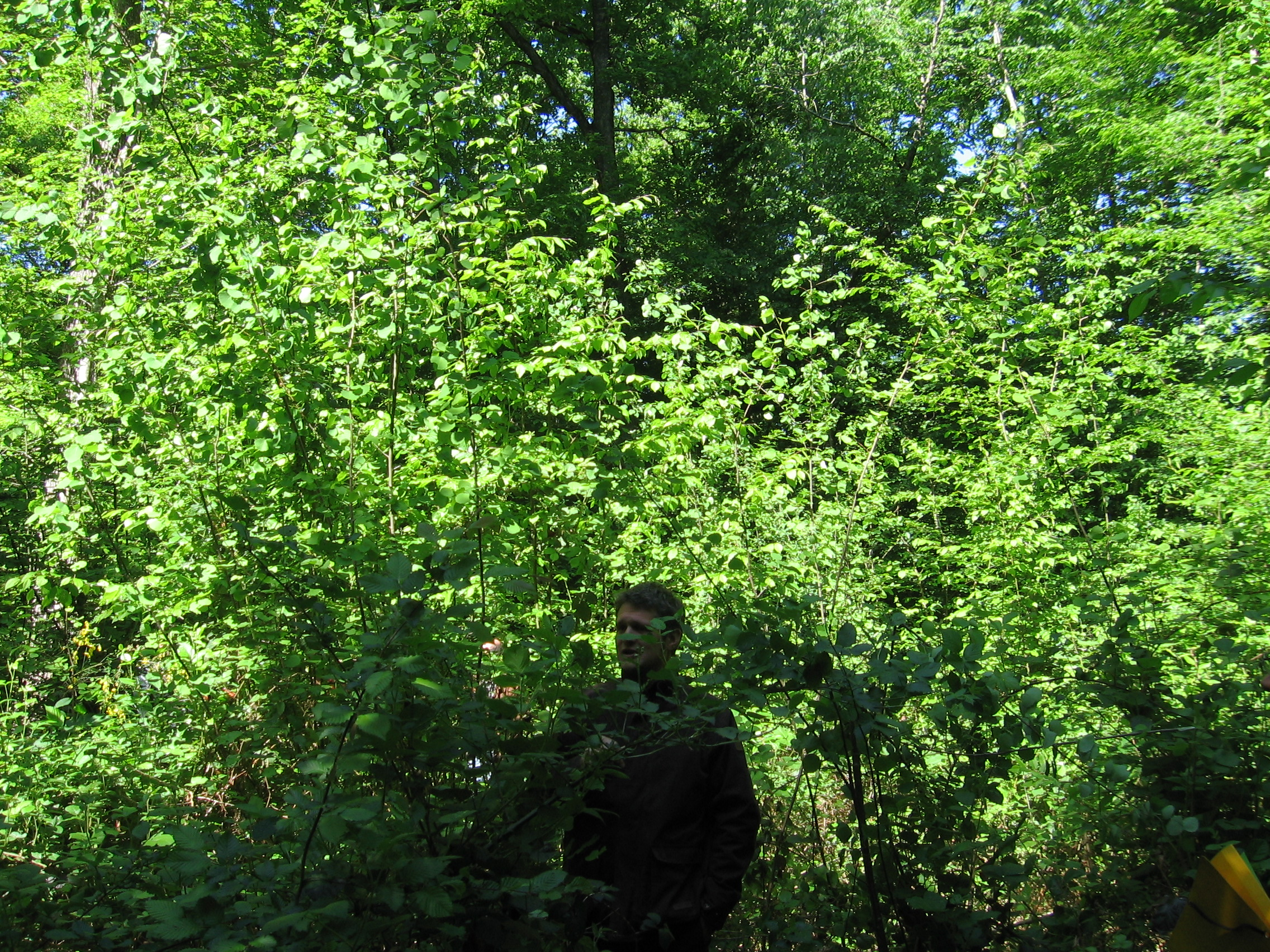
« Cône » de régénération naturelle, typique des trouées imitant les chablis. Ces jeunes recrues profitent à la fois de la lumière de la trouée, d’un sol de qualité, du gainage des herbacées (qui forcent un enracinement plus profond) et de la protection offerte par les grands arbres contre le vent et les intempéries. Si la lumière n’était pas suffisante, cet ilôt serait dit « salle d’attente » ; les jeunes arbres peuvent attendre des décennies ou siècles à l’ombre de leurs pairs puis grandir rapidement quand ils ont accès à la lumière

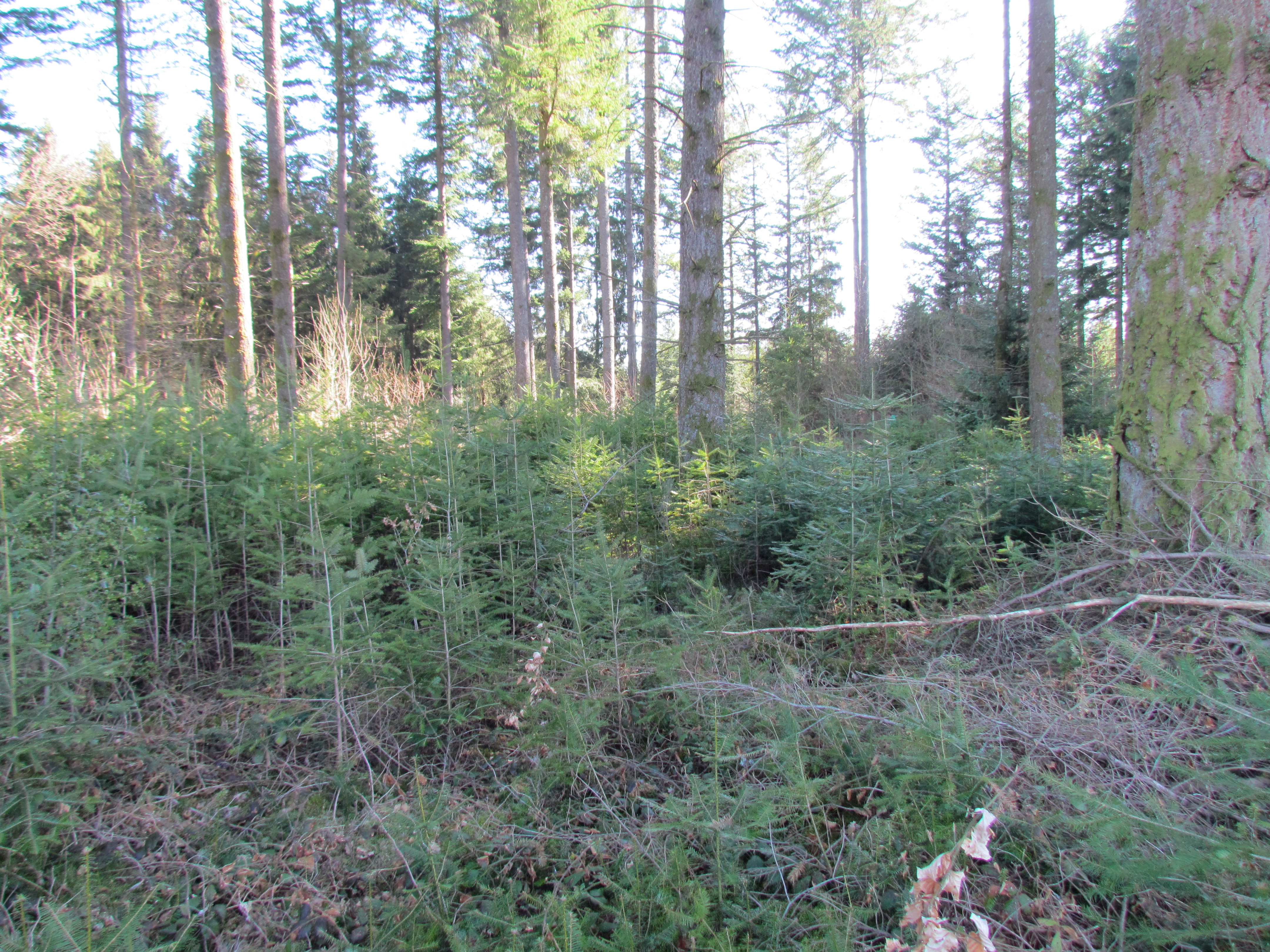
Autre exemple de régénération naturelle, cette fois de résineux (Douglas) dans un peuplement artificiel, planté il y a environ 80 ans près d'Ussel (Corrèze)

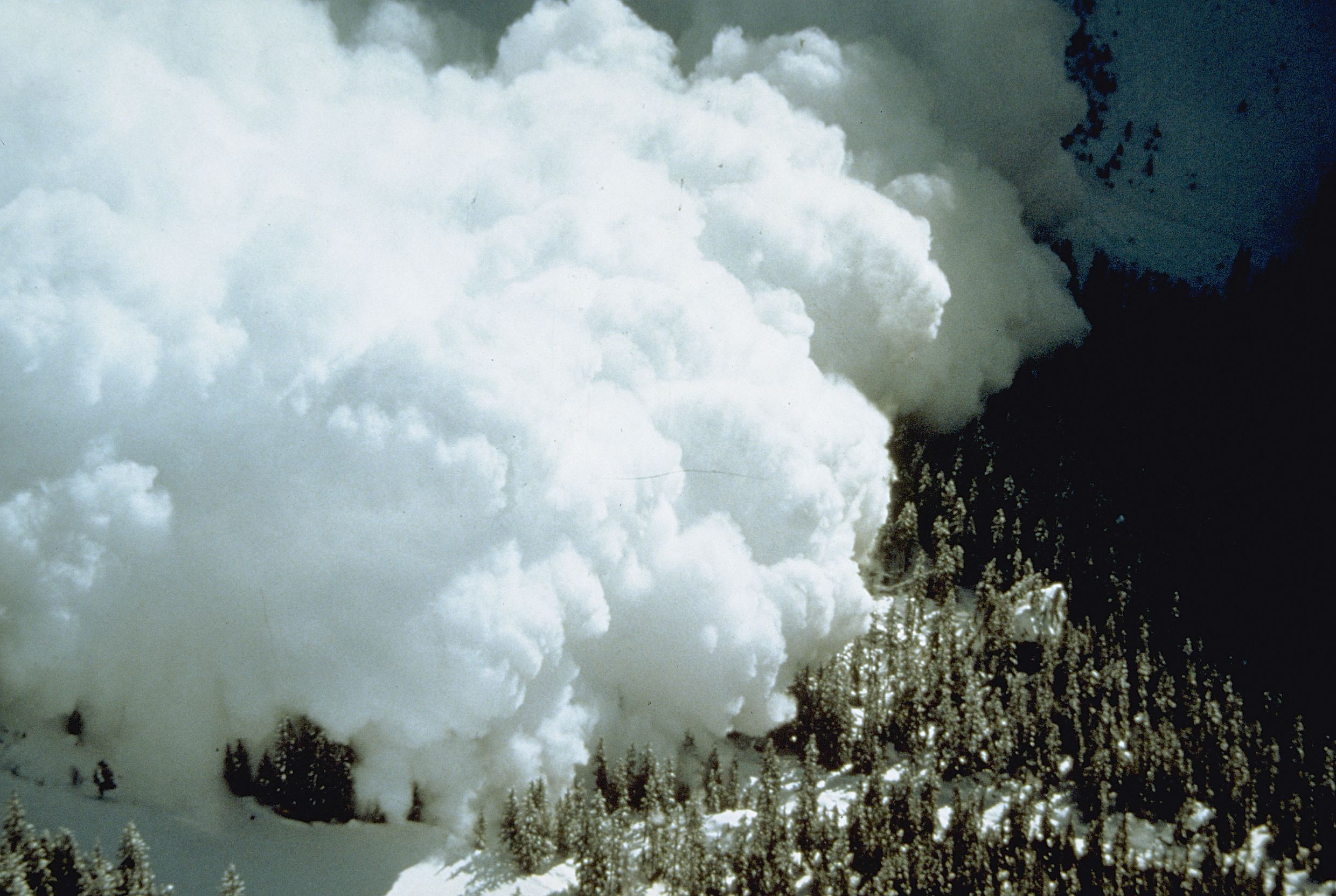
La gestion « pied à pied » sous un couvert continu (« Dauerwald ») est la seule gestion permettant de rendre pérenne la fonction de protection d'une forêt gérée (ici contre les avalanches et contre l’érosion), là où une gestion par coupe rase aggraverait cycliquement l’érosion et le risque de catastrophe plus en aval.

La fédération Pro Silva promeut les stratégies sylvicoles optimisant « le maintien (la restauration le cas échéant), la conservation et l'utilisation des écosystèmes forestiers de manière que les fonctions écologiques et socio-économiques soient écologiquement soutenables et rentables ». Les objectifs commerciaux et non commerciaux doivent donc tous prendre en compte « l'ensemble de l'écosystème forestier » ; les solutions dites « proches de la nature » s'inspirent donc des écosystèmes forestiers naturels. Elles s'appuient sur deux principes-clé : 
1. l’utilisation au profit du forestier de « l’automation biologique » (L’« auto-optimisation cybernétique » ou « Automation biologique » est définie par Brice de Turckheim comme les « Processus en action dans les écosystèmes forestiers naturels, aboutissant à une bonne sélection des plantes les plus performantes, leur éducation et leur protection par l'abri des grands arbres, l'élagage et le dépressage naturels, permettant de minimiser toutes les interventions sylvicoles, et donc des frais nécessaires à la sylviculture »);
2. la « Biorationalisation » de la gestion sylvicole[18].

Concernant la soutenabilité « dans son sens le plus large » Pro Silva compte 4 fonctions essentielles correspondant à 4 catégories de bénéfices ou apportés par la forêt et à conjointement maintenir, : 
1. « fonction naturelle » ou « bioécologique » (maintien des écosystèmes) ;
2. « fonction de protection » (de l'eau, des sols, du climat...) ;
3. « fonction de production » (de bois et de produits forestiers autres que le bois) ;
4. « fonction culturelle » (aménités dont loisirs, commodités et autres bienfaits culturels).

Selon Pro Silva, la gestion doit être adaptée aux besoins des communautés d'arbres, et plus largement aux besoins des écosystèmes forestiers, plutôt qu’aux besoins de la mécanisation des récoltes ou aux modes du marché pour telle ou telle essence.

### La fonction naturelle (ou «bioécologique»)
Pour Pro Silva cette fonction de réservoir de nature est la plus importante des 4 fonctions essentielles. Elle doit être respectée (ou restaurée si elle est dégradée) car elle est à la base de l’écosystème forestier, et donc de sa capacité d'autoentretien, d’évolution adaptative, de protection de l’eau, de l’air et des sols et de production de bois et d’aménités. L'un des principes de Pro Silva est que « quelle que soit la définition par la société humaine des objectifs de la forêt, la capacité d’existence et l’action commune de toutes les formes de vie de l’écosystème forestier sont les bases de toutes les autres fonctions ». 
Selon Pro Silva, la capacité écosystémique fonctionnelle des forêts exige : 
- la biodiversité et l’autochtonie des espèces (Pro Silva reconnait la biodiversité comme le moteur intrinsèque de l’équilibre et de la pérennité de la forêt ; La diversité spécifique est donc recherchée et protégée, que les espèces aient ou non « une utilité pour l’homme, sur le plan général ou commercial ». P 24 ; La foresterie Pro Silva considère qu’une biodiversité acceptée, encouragée et protégée dans toutes les niches écologiques est la meilleure prévention contre l'installation d'espèces exotiques envahissantes ou invasives. De plus, toutes les espèces et ressources forestières autres que le bois ont une valeur intrinsèque, tout en pouvant devenir des ressources commerciales plus tard, même si elles n’ont pas de valeur aujourd’hui) ;
- des arbres et des peuplements présentant une diversité et une qualité génétique qui sont le gage de capacités évolutives et adaptatives (notamment face à un éventuel changement climatique) ;
- une diversité structurelle de la forêt (c'est-à-dire une variabilité des structures forestières, typiques de la station forestière et de sa région biogéographique ;
- le respect des processus écologiques de la dynamique forestière (« naturelle » ou « proche de la nature ») ;
- des réseaux d’interactions écologiques en bon état ; la forêt doit pouvoir écologiquement influer normalement sur son environnement, et notamment sur les paysages et le climat (mondial à local) ;
- le maintien des processus naturels de fertilité des sols forestiers (Humification / minéralisation continue de la nécromasse).

Maintenir ou rétablir ces fonctions implique selon pro Silva plusieurs exigences et moyens : 
- le forestier doit fortement tenir compte – dans chaque traitement sylvicole - des principes, processus et modèles de la végétation naturelle potentielle et donc du contexte édaphique (Climat + Sols). Le sol doit toujours être couvert pour éviter les remontées du « toit de la nappe » phréatique, et la dégradation de la structure du sol, ou l'hydromorphie excessive qui l'accompagne, qui est défavorable à de nombreuses essences, et qui aggrave souvent le tassement du sol par les engins.
- la productivité du sol doit être maintenue par un apport suffisant de biomasse et de matière organique (toujours en limitant le tassement lors des coupes et débardages).
- Dans les zones de forêt à but économique, un mélange d’essences est maintenu en favorisant les essences rares et menacées, et en conservant des arbres de gros diamètre, arbres morts, et arbres à cavités ou portant des aires (nids) d'oiseaux rares ;
- une essence non autochtone (ou étrangère à la station) n'est tolérée que si elle se prête bien au mélange avec la végétation naturelle locale, et à condition de ne pas dépasser certaines proportions.
- une part de la forêt est sortie de toute vocation économique directe ; elle sert de réservoir de biodiversité ; le forestier n'y fait aucune récolte, car selon Pro Silva « une bonne biodiversité entraîne une diminution des risques écologiques et des risques économiques »[20] ; Pour conserver (ou restaurer) cette biodiversité, le forestier doit permettre son évolution et donc son expression à « tous les stades de la succession de la forêt, y compris les phases de sénescence et de décrépitude » (Gros bois mort, chablis source de clairières provisoires). C’est grâce au caractère hétérogène de la forêt (y compris au niveau de son microrelief, de ses eaux (courantes ou dormantes, zones d'inondations naturelles, tourbières, mégaphorbiaies, landes forestières...) ; C'est grâce aux traitements ponctuels et légers, mais réguliers que l’écopotentialité de la forêt s’exprime, peut-être « mieux que la forêt laissée à elle-même, par unité de temps et d’espace notamment »[20].

Restaurer et/ou protéger la biodiversité des forêts est un objectif de gestion en soi. Pour l’atteindre le forestier Pro Silva privilégie les essences autochtones « car de nombreuses espèces de la flore et de la faune leur sont liées par le développement en coévolution ». Il entretient et accroit la diversité des structures de sa forêt (pour augmenter dans l’espace et le temps le nombre de niches écologiques, notamment à l’occasion du renouvellement des peuplements, dans les phases d’entretien et récolte). Il crée et/ou conserve un réseau significatif de gros et vieux arbres vivants et d’arbres morts (debout ou couché), d’arbres à cavités utiles comme habitat et nichoir/perchoir pour de nombreuses espèces « en nombre suffisant et bien répartis ». Tout biotope naturel a une valeur intrinsèque, et notamment les zones « humides, les parties rocheuses, les dunes, les biotopes de transitions, de crêtes et de sommets, etc. ». Il peut s'appuyer sur les espèces ingénieur (Castor notamment dont les barrages régulent l'eau en rendant la forêt moins vulnérable aux canicules, sécheresses et incendies).  Le gibier, les phytophages et les xylophages) autochtones sont acceptés tant qu’ils ne surexploitent pas le milieu de manière uniforme sur des surfaces trop importantes ; l’équilibre sylvogénétique doit être protégé ou retrouvé, si nécessaire par la « réintroduction de prédateurs disparus ».

### Fonctions de protection
En partie intrinsèquement liée aux fonctions naturelles, ces fonctions de protection reposent sur :
- la fertilité naturelle du sol, qu'il convient donc de protéger ou de restaurer si nécessaire, de même pour la « structure du sol » (protection du sol en évitant son tassement, mais aussi en veillant à ce qu’il soit toujours sous un couvert globalement continu (« Dauerwald » [17]) où les coupes se font en petits bouquets ou pied à pied, en imitant un chablis naturel et jamais sous forme de coupe rase ;
- la biodiversité, via les associations phytosociologiques, fongiques et animales naturelles propres aux forêts, et variant selon leurs positions biogéographiques (ce qui implique pour le forestier de protéger les biotopes et des espèces autochtones typiques de la station, et notamment les espèces rares ou menacées) ;
- l'évitement du ruissellement, de l’érosion, des glissements de terrain et des avalanches ;
- l'infiltration dans le sol, l’épuration naturelle des eaux météoriques et des eaux de ruissellement. Elles améliorent la qualité des eaux, et les réserves d’eau utile pour aider la forêt à mieux supporter les canicules et sécheresses ;
- le climat et les microclimats forestiers, dont les effets bénéfiques s'étendent aux territoires périphériques ; ils sont donc aussi une ressource à conserver, tout comme la fonction de puits de carbone et de captation du carbone de l'air qui sera renforcée par « une forte proportion de gros bois de valeur, dont l'exploitation nécessite moins d'énergie que celle des petits bois, et qui, transformés après récolte, fournissent des produits à longue durée de vie: charpentes, mobilier, isolation, décoration, permettant ainsi de prolonger substantiellement le cycle de vie du C et de surcroît de substantielles économies d’énergie par substitution à d’autres produits gaspillant l’énergie ».
- les arbres contribuent à améliorer la qualité de l'air, les ambiances sonores et parfois à cacher des éléments dégradant les paysages.

Pour conserver ces ressources et fonctions, Pro Silva demande de toujours maintenir un couvert d'arbres et/ou de plantes herbacées, et d’adapter les moyens et directives de récolte à la protection durable et permanente du sol, des biotopes et des communautés d’espèces. 
Lors d’une conversion d'une sylviculture économique classique à une sylviculture « proche de la nature », le forestier peut renoncer à certaines actions (ex : plantations, notamment d'essences non stationnelles, fertilisation, drainage), et créer un réseau de zones de réserves forestières plus ou moins protégées des actions humaines (jusqu’à quelques réserves intégrales réparties sur de grands territoire). Selon le contexte il pourra ainsi renforcer des fonctions telles que la protection anti-érosive, l’infiltration de l’eau, la dépollution de l’eau, du sol et de l’air, la diminution des nuisances sonores, la protection paysagère, etc. Il le fait en adaptant son plan de gestion à ces fonctions de protection.

### Fonction de production
Pro Silva prend en compte la recherche d'un bénéfice économique via la récolte de bois, mais en considérant ce bois comme « ressource renouvelable » à ne pas surexploiter et à valoriser quand l'arbre est au sommet de sa maturité. 
La durabilité sylvicole est selon Pro Silva garantie par la protection en amont de la fonction naturelle (écosystémique) de la forêt. 
Le forestier Pro Silva évite en outre toute stratégie sylvicole « qui négligeraient les fonctions de protection ». In fine : La gestion ne doit pas dégrader la fertilité du sol ni nuire à la « continuité de l’état naturel de la forêt et de la production ligneuse », pour notamment conserver les « cycles naturels d’énergie et de matières ». Pour cela Pro silva recommande comme moyens : 
- le couvert durable du sol par la forêt (pour protéger les sols et l’eau) ;
- de s'appuyer sur les processus de la « dynamique forestière originale », dans toute la mesure du possible ;
- en zone de production, de favoriser la production de bois de qualité et de valeur via une sélection patiente et attentive à toutes les phases de développement de la forêt et via le maintien des arbres à un niveau optimal (l’arbre n’est coupé que quand il atteint son optimum) ; en cherchant à équilibrer l’accroissement et la récolte de bois sur des échelles infraparcellaires et via une gestion (soins et récolte) pied à pied lorsque c’est possible, en respectant l’individualité de chaque arbre et/ou de sa fonction car « l'individualisation des tiges et des groupes d’arbres améliore la stabilité des peuplements et diminue les risques sur la production et sur la rentabilité ».

Ceci implique d’éviter toute coupe à blanc comme système institué de traitement, ainsi que toute forme d’exploitation discontinue comparable ; Il n'y a pas de notion de planification de durée de révolution (comme on la trouve en sylviculture classique) ni de moment fixe de récolte des peuplements, au profit d'une récolte de chaque arbre quand il est jugé à son optimum de qualité et de valeur. 
Ainsi l’ambiance et le microclimat forestiers restent protégés, au profit d’une régénération spontanée. Si besoin une « éducation des rajeunissements naturels » est entreprise ; la forêt est jardinée et soignée par des « interventions modérée par pieds d’arbre ou petits collectifs en longue durée de régénération » mais plus fréquentes. Pro Silva recherche un renouvellement perpétuel et diffus du boisement. C'est la méthode inverse du traitement en forêts plantées, monospécifiques et équiennes qui nécessite de grandes actions, jugées par Pro Silva comme traumatisantes pour l'écosystème forestier (et pour les populations riveraines qui s'en plaignent souvent). 
Pro Silva s'appuie sur le processus naturel d'auto-élagage (nécessitant que l'arbre grandisse à l’ombre de la canopée) et de réduction naturelle des densités de tiges ; ces 2 « bioautomatismes » diminuent fortement le besoin de soins traumatiques pour les arbres et peuplements (ex: dépressages et éclaircies). Cette « rationalisation biologique » est protectrice des sols et du peuplement ;
Machines & débardage : lors de la coupe, le forestier doit utiliser les machines ou des modalités de débardage les plus adaptées aux sols, tout en ménageant les structures de la forêt qui doit rester hétérogène en classe d’âge et diversifiée en espèces (autochtones ou compatibles avec les besoins des essences et autres espèces animales, fongiques, etc. de l’écosystème). 
Intrants : Pro Silva recommande de ne pas utiliser d'intrants étrangers à l’écosystème (pas d'engrais (qui dopent la croissance de l'arbre, mais sans l'encourager à s'enraciner en profondeur et largeur), ni produits phytosanitaires importés, afin de conserver la productivité du sol et limiter les risques d’importation de polluants ou microbes ou parasites indésirables). Les rémanents et le bois mort sont conservés en suffisance pour entretenir l'humus forestier. 
Gibier : Le forestier recherche l’équilibre sylvocynégétique convenant à la productivité du milieu (en ne nourrissant pas, en ne favorisant pas artificiellement le gibier et en conservant une population normale de prédateurs). Les populations de cervidés ne doivent pas mettre en péril la conservation des biotopes forestiers.
Bénéfices financiers : Par rapport à la sylviculture classique ou dynamique, la méthode préconisée par Pro Silva nécessite de passer plus de temps à observer la forêt. Le forestier cible ici une récolte plus fréquente et ciblant quelques arbres-objectifs de grande qualité arrivés à maturité dans le peuplement, à l'inverse des coupes rases espacées prélevant une grand nombre de troncs ayant nécessité des investissements coûteux. Le bûcheronnage et le débardage doivent être de grande qualité (et donc plus coûteux) pour gérer la forêt en tendant vers le « pied à pied ». Cette approche permet cependant de diversifier les essences, ce qui diminue les risques commerciaux. Elle permet une régénération naturelle à l'abri du peuplement semencier, avec une sélection naturelle des graines et plants assurant une meilleure santé aux peuplements. Elle supprime la plupart des coûts élevés de dessouchage, de préparation du sol et de plantation, et ensuite les frais de soins sylvicoles et de lourds travaux d’entretien). Ceci permet au forestier d’obtenir une part accrue de gros-bois de qualité et une diminution des petits bois de faible valeur. Son prix moyen de vente de bois augmente, ainsi que son bilan financier. 
Enracinement : il doit être selon Pro Silva, lent et profond. Surtout si les arbres sont issus de graines il protège mieux la forêt contre les tempêtes, sécheresses et épidémies, et la rendent plus résiliente. De même pour le développement harmonieux des houppiers. Ceci diminue les pertes en cas d'évènements destructeurs, et évitant souvent d’avoir à financer la reconstitution d’un peuplement entier. Le propriétaire est plus libre dans sa gestion et moins soumis à la volatilité des prix du pétrole ou du bois. In fine la rentabilité financière par unité de surface et de temps est améliorée (par rapport aux gestions plus « industrielles »), tout en améliorant la résilience et donc la stabilité du capital forestier.

### Fonction culturelle
Pro Silva accorde une importance croissante aux aménités paysagères, physiques et psychiques offertes par la forêt gérée de manière « proche de la nature », en particulier dans les régions très peuplées.  L’arbre et la forêt sont des sources anciennes des « légendes, des secrets et des contes, relations historiques avec la forêt » et sources d’inspiration pour les peintres, poètes, musiciens, photographes, etc.  Pro Silva encourage donc les formes calmes et silencieuses d’aménités, accessibles par des sentiers et aménagements « en nombre suffisant » (et si nécessaire, concentrés dans certaines parties des massifs pour ne pas perturber la faune et les écosystèmes) ; Le forestier est encouragé à créer des « Réserves de lieux de silence pour la réflexion, la méditation, la rêverie et pour la communion avec la nature (…) la Conservation d’arbres remarquables et d’autres attraits pour l’œil humain », riches en couleurs et variétés de plantes, fleurs, fruits, mousses, fonge, lichens etc. caractérisés par la présence d’arbres et de groupes d’arbres d'une beauté et d'une taille ou d’un âge inhabituels, avec de « beaux aspects forestiers par des peuplements de structures variables » pour partie « non influencées par l’homme, dans lesquelles la nature évolue selon sa propre dynamique ». De belles clairières, prairies forestières, trouées et vues sur de beaux panoramas (vallées, montagnes, zones humides sont également recommandées. 
Pro Silva estime que les aménagements touristiques ou paysager importants ne sont que très rarement nécessaires si la sylviculture est « proche de la nature », car cette dernière génère des faciès forestiers et des ambiances variées qui répondront naturellement et intrinséquement aux besoins humains.

## Retours d’observation et d'expériences
Le modèle est celui de la sylvogenèse. Pro silva recherche donc des données expérimentales et d'observation, issues de forêts « primaires » ou à haute naturalité (Paysage forestier intact), d'abord européennes et tempérées (car Pro Silva est née en Europe). 
Les forêts primaires sont considérées comme "une mine irremplaçable de renseignements et d'enseignements sur le fonctionnement évolutif des écosystèmes forestiers". On y voit comment s'enchainent les stades de développement, et ce qu'est la régénération naturelle. On y voit aussi la reconstitution spontanée des peuplements après des catastrophes "naturelles" (point de vue partagé par des scientifiques comme A Schnitzler-Lenoble (1996),).
L'étude des effets de tempêtes, d'incendies ou d'évènements destructeurs de forêts apportent des enseignements complémentaires ; de même pour des expériences provoquées telles que : 
- la forêt jardinée localement pratiquée depuis plus d’un siècle en Basse-Saxe, en Bavière ou dans le Bade-Wurtemberg, ou encore dans le Jura franco-suisse) ;
- les trouées "artificielles" ;
- le brûlage dirigé (non pratiqué en sylviculture Prosilva, mais source d'enseignements) ;
- les réintroductions de prédateurs…)

Ces expériences permettent de mieux comprendre (et éventuellement assister) la résilience naturelle de la forêt. Celle-ci se régénère en permanence via une succession continue de perturbations/recolonisations, en profitant de la décomposition des branches, troncs et souches. Elle recolonise rapidement (en mosaïque) ses trouées, en protégeant ses lisières (et ses berges) contre le vent, la déshydratation et l’érosion. En commençant avec des essences pionnières, elle réoccupe l'espace pour utiliser au mieux la lumière, mais sans interdire les essences minoritaires ou moins compétitives. 
Des études plus rétrospectives aident aussi à comprendre comment les graines sont dispersées au profit de la régénération naturelle plurimillénaire (ce qui a permis les rapides reconquêtes forestières post-glaciaires du passé).

## Rôle du forestier
Plus qu'un cultivateur d'arbres, il est accompagnateur du processus naturel de sylvigenèse. Ceci implique une observation fine et une grande connaissance du processus d’évolution naturelle de la forêt, pour accompagner au mieux les dynamiques naturelles de chaque parcelle en ne les orientant que légèrement pour aboutir à de beaux arbres de valeur. La gestion se fait donc « Arbre par arbre » (« pied à pied ») tant que possible, et toujours à une échelle inférieure à celle de la parcelle.
Le coût du temps passé en forêt pour cette gestion plus fine est compensé par une réduction des investissements financiers et en matériels lourds, grâce à une régénération naturelle améliorée et privilégiée (pour ne pas avoir à financer de plantations manuelles ou mécaniques, ni de protection des jeunes plants particulièrement appétants pour les lapins ou grands herbivores). 
Le forestier Pro Silva cherchera aussi à « éviter les sacrifices d'exploitabilité » en améliorant ou entretenant la santé et la résilience de la forêt, par le mélange des essences et l'irrégularisation des peuplements (classes d’âges différentes, au lieu de la forêt équienne souvent promue par les méthodes de gestion industrielle de la forêt). Cette notion d’irrégularisation est aussi étudiée et promue par une association, l’AFI

## Multifonctionnalité
La gestion Pro Silva cherche aussi à augmenter sa rentabilité en promouvant et garantissant une forêt plus multifonctionnelle.

## La question des essences exotiques introduites
Selon Pro Silva, toute essence d’arbre « importée de loin ne faisant pas partie de l’association botanique forestière de la station étudiée » est classée comme étrangère, et « le modèle de végétation des différentes régions forestières d’Europe qui s’est développé pendant la reconquête post-glaciaire du territoire par la forêt est une richesse naturelle qui doit, fondamentalement, être conservée. La gestion forestière axée essentiellement vers la production économique doit accepter cette exigence comme la plus importante base de toutes les mesures sylvicoles » 26 Pro Silva juge néanmoins que dans « des conditions particulières » et après « un examen soigneux et critique », provisoirement ou durablement selon les cas, certaines essences exotiques peuvent enrichir la forêt et apporter un bénéfice économique au forestier.
Il n’y a pas lieu d’introduire de telles espèces dans les «forêts naturelles intactes » ni dans les régions « comportant une composition encore naturelle ou proche de la nature d’essences ayant une bonne productivité en bois ». L’espèce introduite ne doit jamais être « exclusive ni dominante dans une grande région ». Elle est envisageable pour Pro Silva – à certaines conditions : là où le retour post-glaciaire  des espèces n'a pas pu se parfaire, ou si le panel des essences est anormalement pauvre ou improductif (par rapport au potentiel édaphique), ou dans des forêts déjà très artificialisée là où la performance génétique des essences forestières a été amoindrie par des événements passés (guerres, pollutions graves, imperméabilisation, incendies récurrents…). De même là où les sols ont été dégradés au point que les essences autochtones ne peuvent plus s’y installer, et là où la succession naturelle ne peut se développer (par exemple sur des substrats de pentes et largement dénudés où certaines espèces pionnières exotiques pourraient plus rapidement restaurer le sol et un microclimat forestier permettant ensuite le retour d’essences autochtones et d’une succession plus naturelle). 

Le sylviculteur veille alors à éviter d'introduire des parasites et pathogènes, les espèces envahissantes ou dégradant les sols et stations (en les acidifiant par exemple ou en raison d’une litière de feuilles ou d’aiguilles se décomposant mal), les essences pompant trop d’eau en période sèche, ou ne colonisant pas les horizons pédologiques profonds ou augmentant le risque d’incendie, les essences vulnérables aux parasites et pathogènes autochtones (ou introduits). 
Elle doit être adaptée au climat local, au sol et à la station forestière. La litière qu'elle formera devra se décomposer facilement sans nuire aux champignons ni aux microorganismes autochtones (en particulier s'ils sont symbiotes d'arbres locaux). Le sylviculteur ne l’introduit que de « manière modeste dans la végétation locale » où elle doit pouvoir s’y mélanger harmonieusement et  s’y intégrer écologiquement sans repousser la flore et la faune ou fonge autochtones.

Sont à éviter les essences agressivement concurrentielles qui « éliminent la flore édaphique indigène », ou qui « sont évitées par des animaux de la faune autochtone » ou qui n’ont pas dans leur nouvel habitat de capacité de régénération naturelle (pour ne pas avoir à faire de plantation artificielle) ; 

## Dans le monde

### En Europe
Alors que la représentation sociale de la forêt évolue en Europe,, Prosilva répond à une demande sociale et publique d’une gestion « plus écologique » des forêts, tout en permettant de « très bons résultats économiques » , et en respectant les objectifs de la déclaration de l’ONU sur la forêt à Rio au sommet de la Terre (juin 1992). Pro silva a plusieurs fois publié des appels ou « proclamations », invitant les forestiers et les « responsables des gouvernements, des parlements et des administrations » à attribuer plus d'importance et de soutien à la biodiversité des forêts, à leur multifonctionnalité, et notamment à leur rôle pour le climat et la santé psychique des humains :  
- Proclamation ROBANOV KOT, « motivée par les multiples dangers auxquels la forêt est exposée »  publiée à l’occasion de la fondation de l’association Pro Silva à Robanov Kot, en Slovénie (22 septembre 1989) ;
- Proclamation d’Apeldoorn, lancée lors du congrès international de Apeldoorn, aux Pays-Bas du 29 au 31 mai 1997, promouvant notamment la généralisation d’une gestion forestière écologique évitant « les méthodes et les conceptions de l’agriculture » ;
- Proclamation de Hanovre lors du congrès international de Hannovre, en Allemagne du 02 au 07 juin 2000.

### En Slovénie
Ce pays (très enforesté) a pratiquement stoppé depuis plusieurs décennies (avant les années 1990) toute coupe rase, au profit d’une gestion en « forêt continue », souvent en respectant les principes et critères proposés par Pro Silva

### En Wallonie
L'association représentant la branche wallonne de Pro Silva a été créée en 1992 année du premier sommet de la terre à Rio. 
À partir de la fin du XXe siècle, « l’observation du contexte économique changeant et les exigences internationales en termes de maintien de la biodiversité » a encouragé le DNF (Département de la Nature et des Forêts, dont les missions sont globalement comparables à celles de l'ONF en France) à « soutenir les initiatives individuelles de ses agents dans le domaine de la sylviculture Pro Silva et à mettre en place, de manière plus structurelle, cette sylviculture au sein de ses forêts domaniales et dans une partie des propriétés communales ». 
En 2006, le DNF lors de la rencontre annuelle de Pro Silva Europe en Wallonie a expliqué que « sans vouloir en faire une exclusivité, le DNF souhaite développer cette sylviculture partout où elle est possible », ce qui s’est traduit en 2008 par une modification du Code forestier (l’article 1er du code forestier), puis en septembre 2013, par l’adoption du gouvernement wallon d’une circulaire dite « Circulaire Pro Silva » décrivant les mesures sylvicoles à appliquer pour gérer la forêt Wallonne publique selon les principes Pro Silva ; son but est « d’orienter la sylviculture vers une gestion de type Pro Silva. Elle s’applique aux peuplements feuillus et résineux et prévoit qu’en forêt domaniale, cette méthode de gestion soit la première solution envisagée, son absence d’application devant être justifée. Dans les autres forêts bénéficiant du régime forestier, la méthode sera privilégiée et le gestionnaire essaiera de convaincre le propriétaire de son bien fondé. Ces principes seront d’application en priorité dans le cadre de la réalisation d’un nouvel aménagement forestier. » ». 
Cette circulaire a été écrite avec l’aide de l’asbl « Forêt Wallonne ». Cette ONG a par ailleurs été subventionnée pour aider le DNF à vulgariser et appliquer la méthode prosilva avec tous ses agents. À cet effet, une brochure de vulgarisation a été publiée en mars 2004 ; un groupe de travail s’est mis en place, associant des gestionnaires du DNF, et des formations se sont tenues pour les agents (de février à mai 2014). Des « compartiments-pilote » (gérés selon les principes de Pro Silva) ont aussi été mis en place en forêt pour faire l’objet d’inventaires spécifiques et être de futurs lieux de formation. Le DNF a argumenté ce choix par le besoin d’une gestion moins coûteuse, plus efficace, souple et rentable dans le contexte de la double crise de biodiversité et climatique et d’une fréquence accrue de tempêtes et de nouvelles pathologies des arbres, exacerbées par les techniques homogènes et à grande échelle de la sylviculture du XXe siècle. En 2013, l’ONG wallonne comprenait environ 130 membres.

### En Suisse
Ce pays dispose d’une fondation « Pro Silva helvetica » crée le 22 juin 1945 par Walter Ammon (ingénieur forestier puis inspecteur forestier, « défenseur du système de l'éclaircie (rajeunissement et entretien d'une forêt mixte de haute futaie par abattage d'arbres isolés, ce qui, à l'inverse de la coupe rase, maintient un peuplement d'âge inégal ») et d'une économie forestière proche de la nature). Cette fondation promeut la forêt jardinée et plus généralement la sylviculture multifonctionnelle et respectueuse des rythmes et des lois de la nature, une pratique ancienne dans certains massifs de Suisse. D’après l'inventaire forestier national suisse, 10% des forêts sont jardinées et en situations variées d’exposition et de pente .
Des sylviculteurs suisses ont commencé à théoriser ces principes, dès les années 1900, dont Henri Biolley  qui promouvait déjà en 1900 un traitement sylvicole imitant la nature, et 1920, et de manière plus approfondie avec par exemple Schütz dans les années 1990,.

### En France
La Franche-Comté y abrite les rares expériences anciennes de futaie jardinée sur de grandes surfaces. Gurnaud à la fin du 19e siècle y avait déjà formalisé les premiers principes d'une sylviculture européenne non régulière et d'une méthode de contrôle qu’il considérait comme une base « jardinatoire ». La rentabilité économique de ce jardinage pouvait être évaluée et démontrée, mais la sylviculture "proche de la nature" n’a pas pu se développer en France, en raison des méthodes industrielles et des plantations équiennes de résineux et de peupliers financés par le FFN (Fonds forestier national) qui ont prévalu depuis l’après-guerre, hormis dans quelques cas, par exemple dans les massifs forestiers gérés par la famille de Turckheim.
Dans le Parc naturel des Vosges-du-Nord environ 6 000 hectares (répartis en 5 forêts) sont gérés selon les principes de pro Silva (avec demande de certification FSC en cours au début des années 2000),.
En 1990, Pro Silva France s'est néanmoins créé (branche française de Pro Silva) en association Loi 1901 de forestiers, notamment cofondé par Michel Hubert. Ce dernier, Ingénieur membre du GREF, a été très actif au sein de l'IDF (Institut pour le développement forestier et a considéré que face aux maladies émergentes qui ont décimé en France de nombreux arbres (ormes notamment) l’approche Pro Silva pourrait limiter les risques de grandes épidémies forestières. Hubert avait aussi montré qu'une sylviculture proche de la nature peut améliorer le volume et la qualité du bois récolté. 

Prossilva-France n'a pas émergé au sein de l’ONF (bien que des expériences de gestion jardinée y existent), mais dans le secteur de la forêt privée qui était notamment confronté à des gestions d'anciens taillis sous futaie, dans des situations variées, auxquelles le modèle sylvicole classique et unique (futaie régulière, éventuellement monospécifique) répondait souvent mal. En outre le manque de personnel, d’engins lourds et d’avances financières conséquentes y est plus fréquent, ce qui encourage une sylviculture économe. Selon C Barthod, « la prise de conscience des problèmes d'environnement et de la nécessité de les intégrer dans la sylviculture sans pour autant se laisser déposséder de la responsabilité de la gestion forestière au profit d'associations inscrites dans la mouvance écologiste » y a également contribué. Il existe aussi en France une association AFI (Association pour la futaie irrégulière).
En 1992, cette approche et en particulier le maintien d’un réseau de réserves de forêts primaires utiles comme observatoire des processus naturels est reconnue et même recommandée par le Réseau-Forêt de France Nature Environnement.
Dans les années 1990, selon Christian Barthod, alors que la politique forestière a en France « privilégié la diffusion d'un modèle sylvicole unique ou d'un nombre restreint d'itinéraires techniques comme moyen d'atteindre les objectifs qu'elle se proposait », Pro Silva répond aussi en France à un défi de gestion durable des forêts, « acceptant les termes d'un débat public qui somme les forestiers de justifier leurs options techniques et de s'expliquer sur leurs réussites et leurs échecs », ce qui était selon lui l' « enjeu prioritaire des prochaines années »: « Les forestiers n'ont plus le monopole de la compétence technique, ni celui de poser les questions "légitimes", ni d'ailleurs celui de trancher en dernier recours. Ils ont par contre l'atout essentiel d'une longue pratique expérimentale de la gestion d'écosystèmes généralement encore peu artificialisés, d'une bonne culture générale écologique et forestière qui leur permet d'intégrer les connaissances nouvelles dans leur pratique, du sens de l'observation et d'un certain esprit naturaliste indispensables au forestier de terrain, ainsi que de la connaissance concrète d'un terroir particulier, de sa dynamique de végétation et de ses espèces animales et végétales ». C Barthod estime que Pro Silva peut « au même titre que celles d'autres écoles de pensée forestières, apporter une contribution appréciée à la promotion d'une gestion écologiquement et économiquement raisonnée des écosystèmes forestiers », en produisant du bois pour répondre à la demande sociétale, mais toujours en veillant au « maintien de la structure et de la fertilité de sols en bon état de fonctionnement », à la « conservation de la diversité biologique des forêts (…) et la préservation d'écosystèmes forestiers dotés d'une bonne capacité de réaction aux perturbations inévitables, compte tenu de la longueur des cycles forestiers »  ; Pro Silva se fait connaitre en France dans les années 1990. C'est le moment de la déclaration mondiale sur la forêt (au sommet de la Terre, à Rio en juin 1992) et l'émergence des labels FSC puis PEFC. Au même moment on se demande en Europe comment gérer l’augmentation des coûts de plantation et dans quelle mesure il le petit bois pourrait être mieux valorisé sans surexploiter la forêt, ni dégrader leur pluri-fonctionnalité. On se demande comment les forestiers pourraient contribuer à la conservation de la diversité biologique en forêt, dont en élargissant la palette des sylvicultures encouragées. Le public s'interroge sur l'impact de la foresterie sur certains des paysages où des évolutions rapides se manifestent. Et la question de la rémunération d'une gestion durable par la seule vente de produits forestiers est posée .

## Conditions de réussite
Parmi les conditions souvent citées (souvent non spécifiques à Pro Silva) figurent : 
- une base légale claire[6] ;
- des gestionnaires formés, volontaires et créatifs ;
- des opérateurs (bûcherons et débardeurs) également bien formés, assez adroits pour ne pas endommager les espèces d’avenir en attente dans le sous-bois ;
- le forestier doit être très présent sur le terrain (pour une action continue de type pied à pied) ;
- une pression d'herbivorie maitrisée (n'excédant pas la capacité de régénération du boisement), ce qui implique un équilibre sylvocynégétique à gérer si les grands prédateurs ne sont plus là ;
- une desserte cohérente, conçue pour limiter les dégâts sur les sol et au cycle de l’eau[6].

## Inconvénients, limites ou critiques
- La gestion pied à pied nécessite des compétences plus pointues en écologie et en sylviculture ;
- elle produit des bois plus gros et de plus grande valeur, mais de manière plus « éparpillée » dans l’espace et dans le temps (alors que la coupe rase produit en un même lieu et en une courte période une grande quantité de bois alors plus facile à vendre et transporter en lots de grande taille). La logistique de l’approche Pro Silva peut se contenter d’engins moins lourds, moins nombreux et moins couteux mais elle est plus complexe et continue dans le temps ;
- L’approche pro Silva implique une présence fréquente dans la forêt et donc un entretien plus constant des pistes forestières ;
- Les documents produits par Pro Silva n’excluent pas, à certaines conditions, l’introduction d'essences non autochtones en forêt, tant que leur proportion reste limitée et qu'elles ne dégradent pas l'écosystème, mais les textes restent flous sur les limites à ne pas dépasser ;
- Aux États-Unis, O’hara pense que nous n'imaginons pas à quel point la forêt de demain sera différente, notamment à la suite des effets combinés du réchauffement et des espèces introduites (dont ravageurs et pathogènes devenant pour certains invasifs : 450 insectes exotiques et au moins 16 nouveaux pathogènes ont colonisé la forêt des États-Unis et les arbres urbains depuis l’arrivée des colons européens (2,5 espèces introduites par an en moyenne, sont détectées aux États-Unis rien que pour les arbres et forêts), 14% des insectes et les 16 pathogènes ont fait des dégâts significatifs à importants en forêt, et la tendance pourrait s’accentuer)[53], et il se demande si ces conditions ne pourraient pas mettre en difficulté tous les modèles sylvicoles disponibles, y compris ceux qui se veulent « proches de la nature »[54] ;
- En 2014 une étude a produit 6 recommandations supposée rendre la forêt plus résistante au changement climatique : 1) augmenter la richesse en essences, 2) augmenter la diversité structurelle de la forêt, 3) maintenir et augmenter la variation génétique au sein de chaque essence, 4) accroitre la résistance individuelle de chaque arbre aux stress biotique et abiotique, 5) remplacer les peuplements à haut risque et 6) limiter les stocks de croissance moyens (keep average growing stocks low). Les auteurs ont évalué comment plusieurs modes de gestion (pied à pied, monoculture d’une essence sélectionnée pour sa résistance, sylviculture groupes d’essences sélectionnées, et sylviculture classique) pourraient remplir ces conditions pour des forêts tempérées européennes exposées au changement climatique. Selon leurs critères une sylviculture proche de la nature favorise tous les critères, avec cependant - selon eux - quelques lacunes concernant l’accroissement du nombre d’espèces d'arbres, le maintien et l’augmentation de la diversité génétique et la conversion des peuplements à haut risque. Ils recommandent aux sylviculteurs de recourir à la régénération si nécessaire pour favoriser les essences peu exigeantes en lumière et certaines espèces exotiques ou de provenance non locale supposées plus adaptées au nouveau climat.